# Quinto Pompeu Rufo (pretor em 63 a.C.)
Quinto Pompeu Rufo (em latim: Quintus Pompeius Rufus) foi um político romano que foi eleito pretor em 63 a.C., mas cuja relação com os demais membros da gente Pompeia é incerta. Em 62 a.C., fugiu de Roma para Cápua por temer os seguidores de Catilina durante sua tentativa de golpe. Sabe-se que Rufo foi governador propretor da África em 61 a.C.; segundo Cícero, governou de forma íntegra e, em 56 a.C, testemunhou a favor de Marco Célio Rufo, que estava em sua província durante seu mandato.

## Fonte
- Este artigo contém texto  do artigo «Pompeius Rufus (13)» do Dictionary of Greek and Roman Biography and Mythology (em domínio público), de William Smith (1870).